# Медовар Борис Ізраїльович
Бори́с Ізра́їльович Медова́р (16 (29) березня 1916 , Київ  — 19 березня 2000 , Київ )(29 березня 1916, місто Київ — 19 березня 2000, місто Київ) — український вчений, металург, доктор технічних наук (1960), професор (1963), академік АН УРСР (1973). Депутат Верховної Ради УРСР 10—11-го скликань.

## Біографія
Народився 16 (29) березня 1916 року в Києві. Батько — липовецький міщанин Сруль Шамсон-Мордкович (Ізраїль Самсонович)Медовар, мати — Естер Борух-Шльомовна (Естер Борисівна). З 1932 року працював техніком-монтажником київської артілі «Промткач», інженером, заступником начальника цеху Лубенського верстатобудівного заводу «Комунар» Полтавської області.
У 1940 році закінчив Київський індустріальний інститут.
З 1941 року працював науковим співробітником під керівництвом Є. О. Патона в Інституті електрозварювання у Києві (з перервою у 1941—1943 роках, коли служив у діючій армії). У 1943 році повернувся з фронту і працював над впровадженням патонівської технології зварювання під флюсом корпусів танків на уральських танкових заводах. Розробив (1944—1951) основні положення швидкісного зварювання під флюсом для виготовлення сталевих труб великого діаметра. Член ВКП(б) з 1943 року.
Працював вченим секретарем, з 1969 по 1987 рік був завідувачем відділу електрошлакового переплаву Інституту електрозварювання імені Є. О. Патона Академії наук Української РСР у Києві. Під керівництвом Б. І. Медовара у 1956—1957 роках була створена перша електропіч типу Р-909 для отримання зливків круглого перерізу масою 500 т.
З початку 1960-х років розробляв теоретичні основи металознавства і металургії зварювання аустенітних сталей. Є одним із співавторів технології електрошлакового зварювання, наплавлення, переплаву і лиття. З 1979 року керував роботами зі створення нового класу конструкційних металевих матеріалів. Заслужений діяч науки і техніки УРСР (1991).
У 1987—2000 роках — радник дирекції Інституту електрозварювання імені Є. О. Патона Академії наук Української РСР (НАН України).

## Нагороди та відзнаки
- орден Леніна
- два ордени Трудового Червоного Прапора
- орден Вітчизняної війни ІІ ст.
- Сталінська премія (1950) — за розробку нового високопродуктивного способу двохдугового автоматичного електрозварювання труб великого розміру;
- Ленінська премія (1963) — за розробку і впровадження в промисловість принципово нового високоефективного способу підвищення якості спеціальних сталей і сплавів — електрошлакового переплаву електродом, що плавиться, у металевій виливниці, що охолоджується водою (кристалізаторі);
- Державна премія УРСР (1978) — за створення і промислове впровадження принципово нового способу одержання литих заготовок з властивостями поковок (електрошлакове лиття)[6]
- Державна премія СРСР (1987)
- Державна премія України в галузі науки і техніки (2004) за інвестиційний металургійний комплекс інноваційних технологій виробництва сталі і суцільнокатаних залізничних коліс, які забезпечують високу конкурентоспроможність їх на міжнародних ринках транспортного металу[7].

## Праці
- Патон Б. Е., Медовар Б. И., Бойко Г. А. Электрошлаковое литье. Обзор. — М.: НИИМАШ, 1974. — 70 с.
- Патон Б. Е., Медовар Б. И., Бойко Г. А. Электрошлаковое литье. — Киев: Наук. думка, 1981. — 192 с.
- Патон Б. Е., Медовар Б. И., Орловский Ю. И. Электрошлаковое кокильное литье. — Киев: О-во «Знання» УССР, 1982. — 64 с.
- Электрошлаковая технология в машиностроении / Б. И. Медовар, В. Я. Саенко, И. Д. Нагаевский, А. Д. Чепурнов. — Киев: Техніка, 1984. — 215 с.
- Электрошлаковая тигельная плавка и разливка металла / Б. И. Медовар, В. Л. Шевцов, В. Л. Мартын и др. — Киев: Наук. думка, 1988. — 216 с.
- Качество электрошлакового металла: монография / Б. И. Медовар, А. К. Цыкуленко, Д. М. Дяченко; Под ред. Б. Е. Патона, Б. И. Медовара. — Киев: Наук. думка, 1990. — 312 c.: ил. — ISBN 5-12-001659-6
- Горячая раскатка стальных колец и обечаек: монография / Б. И. Медовар, А. К. Цыкуленко, Д. М. Дяченко и др.; Под ред. Б. Е. Патона, Б. И. Медовара. — Киев: Наукова думка, 1993. — 240 c.: ил. — ISBN 5-12-002966-3
- Медовар Б. И., Цыкуленко Л. К., Шевцов В. Л. Металлургия электрошлакового процесса. — Киев: Наук. думка, 1986. — 248 с.
- Металлургия вчера, сегодня, завтра: монография / Б. И. Медовар. — 2-е изд., доп. и перераб. — Киев: Наук. думка, 1990. — 191 с.: ил. — ISBN 5-12-001759-2
- Медовар Б. И. Избранные труды: сборник — Киев: Наук. думка, 2006. — 637 с.: ил. — ISBN 966-00-0443-5